# Mon père, le singe et moi
Pour plus de détails, voir Fiche technique et Distribution.
Mon père, le singe et moi (titre original : Mein Vater, der Affe und ich) est un film germano-autrichien réalisé par Franz Antel sorti en 1971.

## Synopsis
Le rhinocéros femelle Sissi est amené du zoo de Munich au jardin zoologique de Schönbrunn pour s'unir avec le mâle Franzl. Comme les choses ne vont pas bien entre eux, le vétérinaire Klaus Wolf se rend à Vienne et fait la connaissance de l'auto-stoppeuse Biggi. Elle a volé 6 000 marks à son riche père, l'entrepreneur en bâtiment Hansen, et prétend être amie avec la star du schlager Michael Holm.
L'éthologue Felix Grimm arrive à Vienne avec son chimpanzé Jimmy, qui est atteint d'une mystérieuse maladie. Lorsque Holm apparaît à la télévision, le père de Biggi découvre sa fille et se rend à Vienne avec sa compagne Ruth. Comme Wolf avait emprunté la voiture au professeur Grimm et Biggi, qui est recherchée par la police, est vu dans cette voiture, Karin, la secrétaire de Grimm, soupçonne le professeur d'avoir une liaison avec Biggi.
À l'hôtel, le singe vole le bijou de la riche Mme Finch, et Biggi, qui travaille comme femme de chambre, est soupçonnée de vol. De son côté, elle soupçonne Klaus d'avoir une liaison avec Mme Finch. Mais tout se passe bien : Klaus et Biggi vont se marier. Les 6 000 marks étaient les propres économies de Biggi, et elle pense maintenant que sa future belle-mère, Ruth, est très gentille aussi. La mystérieuse maladie du singe est basée sur la consommation d'alcool. Le chimpanzé amoureux n'a volé que le bijou pour le donner à une femelle du zoo, et enfin les deux rhinocéros Sissi et Franzl se sont mis en couple.

## Fiche technique
- Titre : Mon père, le singe et moi
- Titre original : Mein Vater, der Affe und ich
- Réalisation : Franz Antel assisté d'Otto Stenzel
- Scénario : Georg Hurdalek, Otto Pribil
- Musique : Gerhard Heinz (de)
- Direction artistique : Nino Borghi
- Photographie : Hanns Matula
- Montage : Arnfried Heyne
- Production : Carl Szokoll
- Société de production : Neue Delta Filmproduktions-GmbH, Terra-Filmkunst
- Société de distribution : Constantin Film
- Pays d'origine :  Allemagne de l'Ouest,  Autriche
- Langue : allemand
- Format : Couleur - 1,66:1 - Mono - 35 mm
- Genre : Comédie
- Durée : 88 minutes
- Dates de sortie :
  - Allemagne de l'Ouest : 5 mars 1971.
  - France : 1er novembre 1972[1].

## Distribution
- Gerhart Lippert (de) : Dr. Klaus Wolf
- Mascha Gonska : Brigitte « Biggi » Hansen
- Gunther Philipp : Prof. Felix Grimm
- Heinz Reincke : Konsul Hansen
- Terry Torday (hu) : Ruth
- Paul Löwinger : le gardien du zoo Kranzl
- Beppo Brem (de) : le gardien du zoo Engelbert
- Lotte Ledl : Karin
- Eva Maria Meineke : Mme Finch
- Fritz Muliar : Smekal, policier
- Carlo Böhm : Le portier de l'hôtel
- Michael Holm : Michael Holm
- Peter Machac : Le reporter

## Production
Teri Tordai est doublée par Rose-Marie Kirstein.